# (13643) Takushi
(13643) Takushi est un astéroïde de la ceinture principale.

## Description
(13643) Takushi est un astéroïde de la ceinture principale. Il fut découvert le 21 avril 1996 à Yatsuka (en) par Hiroshi Abe. Il présente une orbite caractérisée par un demi-grand axe de 2,59 UA, une excentricité de 0,11 et une inclinaison de 13,8° par rapport à l'écliptique.

## Compléments